# Sätila socken
Sätila socken i Västergötland ingick i Marks härad, ingår sedan 1971 i Marks kommun och motsvarar från 2016 Sätila distrikt.
Socknens areal är 145,11 kvadratkilometer varav 125,34 land. År 2000 fanns här 3 273 invånare. Tätorten Sätila med sockenkyrkan Sätila kyrka ligger i socknen. 

## Geografi
Sätila socken ligger sydost om Göteborg kring Lygnern och dess tillopp Storån med Västra Ingsjön i nordväst. Socknen har odlingsbygd i ådalarna och vid sjöarna och är i övrigt en starkt kuperad sjörik skogsbygd.

## Historia

### Förhistoria
Boplatser och lösfynd från stenåldern är funna. Bland annat finns en stenåldersboplats vid Björlanda.
Från järnåldern finns gravar, stensättningar och resta stenar. En stensättning finns vid Hultet, och dessutom finns tre resta stenar samt milstenar. Dessutom finns odlarrösen i Torrås som i vissa fall kan gömma gravläggningar från äldre tid.

### Äldre sockenhistorik
Socknen, som är/var den största i Marks kommun, har medeltida ursprung. Namnet, som kommer från kyrkbyn, innehåller sä(r), 'sjö' och täldra, 'gränssten, råmärkessten'. Den bautastensliknande gränsstenen ifråga (Sätila socken har gräns i väster mot Halland, i äldre tid en del av Danmark) enligt August Melanders bok från 1913 stå rest i sluttningen av Sätila sand och nära Lygnern.
Namnet Sätila skrevs 1313 Saeteldhrum (dativ plural, uttrycker lokal befintlighet). 80 år senare skrevs det Saetheldra (genitiv plural), 1412 Saetelra, 1419 Saeteldra och 1540–1572 Sättilla. Senare har det vanligen skrivits med dagens stavning.
Socknen har tillhört län, fögderier, tingslag och domsagor enligt vad som beskrivs i artikeln Marks härad. De indelta soldaterna tillhörde Älvsborgs regemente, Marks kompani och Västgöta regemente, Elfsborgs kompani.
I äldre urkunder noteras att gården Hadhwet ('Håvet') tillhörde biskopsstolen i Skara. Den underlydande Bosgården togs senare över av Bo Jonsson Grip, en storman som under unionstiden var ägare av två tredjedelar av Sverige.

### Nya enheter tar över
Vid kommunreformen 1862 övergick socknens ansvar för de kyrkliga frågorna till Sätila församling och för de borgerliga frågorna bildades Sätila landskommun. Landskommunen införlivade 1952 Hyssna landskommun och uppgick 1971 i Marks kommun.
1 januari 2016 inrättades distriktet Sätila, med samma omfattning som församlingen hade 1999/2000.  

## Ekonomi
Av den arbetande befolkningen arbetar 15 % inom Sätila och 25 % i andra delar av kommunen. Merparten pendlar alltså ut från kommunen, varav den stora merparten till Göteborgsområdet. 
En mängd företag finns, varav flertalet är små. Störst är Sätila bygg med 40 anställda och Sätila of Sweden (textilfabrik) med 35 anställda. Största arbetsgivaren är emellertid kommunen, med ett par hundra anställda i skola och omsorg. Landstingsdrivna naturbruksskolan Strömma har ett 40-tal anställda och kriminalvårdsanstalten Smälteryd 45.

## Demografi
Sätila socken var tidigt relativt välbefolkad. Befolkningstalet steg fram till 1800-talets slut, och år 1890 var den 3 018. Runt 1880 var folkmängden i Sätila socken dubbelt så stor som den i Kinna och på samma nivå som i exempelvis Alingsås och Åmåls stad.
Ett stort antal sockeninvånare utvandrade till USA under den stora utvandringsepoken från mitten av 1800-talet och fram till 1930-talet. Under 1900-talet flyttade folk från socknen till städer och större orter, en utflyttning som fortsatte fram till 1960-talet; därefter har istället skett en återflyttning tillbaka till Sätila.
Tidvis var invånarantalet under 1900-talet nere under 2 400. Mot slutet av seklet skedde dock en stark ökning.